# 利雅得航空
利雅得航空是沙特阿拉伯的第二间國家航空公司，总部设在该国首都利雅德。该航司计划以哈立德国王国际机场为运营基地。该航司计划超越其沙烏地阿拉伯航空，成为中东营收第一的航司。该航司以世界市場為主，计划营运涵盖中东、非洲、亚洲、欧洲、南美洲和北美洲的一百个国内外航点。当前该公司已确定其机队将由A320、B737及B787组成。
据沙特通讯社报道，利雅得航空将为公共投資基金的子公司，亚西尔·鲁马扬将担任董事长。同时汤尼·道格拉斯被指定为该航司的首席执行官。此前他于2018年1月至2022年10月担任阿联酋阿提哈德航空之首席执行官。在设想中，利雅得航空将成为“世界级航空公司”，预计可带来200亿美元非石油收入，并将创造逾20万个直接及间接就业。

## 历史
2023年3月12日，王储穆罕默德·本·薩勒曼对外宣布成立利雅得航空。翌日，航司宣布已订购三十九架波音787-9，另有33架选购权。
该航司已于2023年6月4日首次公布飞机涂装，涂于其首架波音787-9飞机上。同日，该航司在伊斯坦布尔举行的世界航空运输峰会上获指定“RX”IATA代码。2023年6月12日，波音向该航司交付首架飞机。2023年6月14日，民航总局为该航司颁发商业运营许可，这是航空公司开始商业运营的必要条件。

## 机队
截至2025年6月16日，利雅得航空机队拥有的机型如下：
| 机型              | 数量 | 已订购 | 客舱布局 | 客舱布局 | 客舱布局 | 客舱布局 | 备注                              |  |
| 机型              | 数量 | 已订购 | J        | O        | Y        | 总计     | 备注                              |  |
| ----------------- | ---- | ------ | -------- | -------- | -------- | -------- | --------------------------------- |  |
| 空中客车A321neo   | —    | 60     | 待公布   | 待公布   | 待公布   | 待公布   | [ 15 ] [ 16 ]                     |  |
| 空中客车A350-1000 | —    | 25     | 待公布   | 待公布   | 待公布   | 待公布   | 另有25架购买权（purchase rights） |  |
| 波音787-9         | —    | 39     | 待公布   | 待公布   | 待公布   | 待公布   | 另有33架选择权（options）         |  |
| 总计              | —    | 124    |          |          |          |          |                                   |  |